# ビッグワン (ディスカウントストア)
ビッグワン は、株式会社ビッグワンが沖縄県内に展開するディスカウントストア。  

## 概要
土産物を扱う「三星物産」を前身とする。
ダイエーの沖縄物産展に参加した際に、「これからはディスカウントショップが伸びる」とのアドバイスを受け、ダイエーが展開するBig-Aから取り、地域一番店を目指すという意味を込め店名を「Big 1」とし、1981年3月6日、沖縄県初のディスカウント店として那覇市にオープン。

1987年12月石垣島に、1991年宮古島に店舗をオープンさせた。
2004年6月 ビッグワン中部店と本社を沖縄市山内へ移転。ビッグワン山内店としてリニューアルオープン。店舗面積が80坪から200坪に拡張売上が3倍になる 更に2008年10月本社を沖縄市知花に移転。本社機能を一元化、200坪の倉庫を併設。 本社移転に伴い山内店を240坪に拡張。酒のディスカウントをオープン。

## 沿革
- 1981年（昭和56年）3月6日‐ビッグワン那覇店　オープン（1号店）
- 1983年（昭和58年）2月‐ビッグワン中部店　オープン
- 1987年（昭和62年）12月‐ビッグワン石垣店　オープン
- 1988年（昭和63年）3月‐ビッグワン具志川　FC店　オープン
- 1990年（平成2年）9月‐ビッグワン名護店　オープン
- 1991年（平成3年）8月‐ビッグワン宮古店　オープン
- 1993年（平成5年）4月‐ビッグワン小禄店　オープン
- 1997年（平成9年）10月‐ビッグワン泡瀬店　オープン
- 2004年（平成16年）
- 6月‐ビッグワン中部店と本社を沖縄市山内へ移転、ビッグワン山内店としてリニューアル
- 12月‐ビッグワン城間　FC店　オープン
- 2005年（平成17年）
  - 6月‐ビッグワン具志川　FC店契約終了につき閉店
  - 10月‐ビッグワン具志川　FC店後地にビッグワンみどり町　FC店リニューアルオープン
  - 11月‐ビッグワン宜野湾愛知 FC店　オープン
  - 12月‐ビッグワン美里 FC店　オープン
- 2014年（平成26年）2月‐ビッグワン那覇店、銘苅（新都心）へ移転オープン
- 2016年（平成28年）9月‐ビッグワン西原店 ハートライフ向かいにオープン！
- 2021年（令和3年）9月‐ビッグワン アクロスプラザ小禄店　オープン
- 2023年（令和5年)
  - 1月‐ビッグワン泡瀬店　移転オープン
  - 7月‐ビッグワン石川 FC店　オープン